# جورج إلدريدج
جورج إلدريدج (بالإنجليزية: George Eldredge)‏ هو ممثل أمريكي، ولد في 10 سبتمبر 1898 في سان فرانسيسكو في الولايات المتحدة، وتوفي في 12 مارس 1977 في لوس أنجلوس في الولايات المتحدة بسبب سكتة.

## أعمال

### أفلام
- (1942) شبح فرانكشتاين
- (1960) سايكو

## وصلات خارجية
- جورج إلدريدج على موقع IMDb (الإنجليزية)
- جورج إلدريدج على موقع ألو سيني (الفرنسية)
- جورج إلدريدج على موقع أول موفي (الإنجليزية)
- جورج إلدريدج على موقع قاعدة بيانات الأفلام السويدية (السويدية)
- جورج إلدريدج على موقع قاعدة بيانات الفيلم (الإنجليزية)
- جورج إلدريدج على موقع كينوبويسك (الروسية)